# Скажи хоч щось
«Скажи хоч щось» — дебютна стрічка Камерона Кроу як режисера та сценариста про кохання кікбоксера та відмінниці навчання.

## Сюжет
Звичайний учень, кікбоксер-початківець Ллойд закохався в красуню та талановиту ученицю Даян. Він запрошує її на побачення, на яке дівчина погоджується, хоча вони зовсім різні: Ллойд — без планів на майбутнє, живе з сестрою, яка сама виховує дитину, а Даяна своєю старанністю отримала стипендію на навчання в Англії. Але кохання вносить свої корективи.

## У ролях
| Актор        | Роль            |
| ------------ | --------------- |
| Джон К'юсак  | Ллойд Доблер    |
| Айоні Скай   | Даян Курт       |
| Джон Магоні  | Джим Курт       |
| Лілі Тейлор  | Корі Флад       |
| Джоан К'юсак | Констанс        |
| Емі Брукс    | Ді Сі           |
| Дон Вілсон   | спаринг-партнер |
| Кім Вокер    | Шила            |
| Памела Едлон | Ребекка         |
| Лоїс Чайлз   | мати Даян       |

## Створення фільму

### Виробництво
Зйомки фільму проходили в Сіетлі, Лос-Анджелесі, Ванкувері.

### Знімальна група
- Кінорежисер — Камерон Кроу
- Сценарист — Камерон Кроу
- Кінопродюсер — Поллі Плат
- Композитори — Енн Дадлі, Річард Гіббс
- Кінооператор — Ласло Ковач
- Кіномонтаж — Річард Маркс
- Художник-постановник — Марк Менсбрідж
- Художник по костюмах — Джейн Рум
- Підбір акторів — Ренді Стоун[2].

### Саундтреки
| Виконавець            | Назва пісні               |
| --------------------- | ------------------------- |
| Ненсі Вілсон          | «All for Love»            |
| Джо Сатріані          | «One Big Rush»            |
| Cult of Personality   | «Living Colour»           |
| Cheap Trick           | «You Want It»             |
| Red Hot Chili Peppers | «Taste the Pain»          |
| Пітер Гебріел         | «In Your Eyes»            |
| Depeche Mode          | «Stripped»                |
| Fishbone              | «Skankin' To The Beat»    |
| The Replacements      | «Within Your Reach»       |
| Freiheit              | «Keeping The Dream Alive» |
|                       | «Lloyd Dobler Rap»        |

## Сприйняття

### Критика
Фільм отримав позитивні відгуки. На сайті Rotten Tomatoes оцінка стрічки становить 98 % на основі 43 відгуків від критиків (середня оцінка 8/10) і 85 % від глядачів із середньою оцінкою 3,6/5 (138 342 голоси). Фільму зарахований «стиглий помідор» від кінокритиків та «попкорн» від глядачів, Internet Movie Database — 7,4/10 (71 201 голос), Metacritic — 85/100 (18 відгуків критиків) і 8,3/10 (69 відгуків глядачів).

### Номінації та нагороди
| Нагороди та номінації фільму «Скажи хоч щось» | Нагороди та номінації фільму «Скажи хоч щось» | Нагороди та номінації фільму «Скажи хоч щось» | Нагороди та номінації фільму «Скажи хоч щось» | Нагороди та номінації фільму «Скажи хоч щось» | Нагороди та номінації фільму «Скажи хоч щось» |
| Рік                                           | Кінофестиваль/кінопремія                      | Категорія/нагорода                            | Номінант                                      | Результат                                     |                                               |
| --------------------------------------------- | --------------------------------------------- | --------------------------------------------- | --------------------------------------------- | --------------------------------------------- | --------------------------------------------- |
| 1990                                          | Асоціація кінокритиків Чикаго                 | Найперспективніший актор                      | Джон К'юсак                                   | Перемога                                      |                                               |